# Saint-Jean-de-Soudain
Saint-Jean-de-Soudain – miejscowość i gmina we Francji, w regionie Owernia-Rodan-Alpy, w departamencie Isère.
Według danych na rok 1990 gminę zamieszkiwały 934 osoby, a gęstość zaludnienia wynosiła 125 osób/km² (wśród 2880 gmin regionu Rodan-Alpy Saint-Jean-de-Soudain plasuje się na 819. miejscu pod względem liczby ludności, natomiast pod względem powierzchni na miejscu 1322.).